# Üchtelhausen
Üchtelhausen település Németországban, azon belül Bajorországban. Lakosainak száma 3855 fő (2023. december 31.).

## Népesség
A település népessége az elmúlt években az alábbi módon változott:
| Lakosok száma | 3305 | 950  | 3863 | 3828 | 3878 | 3880 | 3862 | 3819 | 3881 | 3855 |
|               | 1970 | 1975 | 2011 | 2012 | 2014 | 2015 | 2017 | 2019 | 2022 | 2023 |